# Joe Locke
Joseph William Locke, noto semplicemente come Joe Locke (Douglas, 24 settembre 2003), è un attore mannese.
Nel 2022 sale alla ribalta grazie al ruolo di Charlie Spring nella serie britannica di Alice Oseman Heartstopper.

## Biografia
Joe Locke è nato a Douglas il 24 settembre 2003 e ha frequentato la Ballakermeen High School. Nel 2019 Locke e tre suoi compagni hanno presentato una petizione ai funzionari del governo per indagare sulla fattibilità dell'accoglienza dei rifugiati siriani nell'Isola di Man.
Dopo aver avuto alcune esperienze teatrali, nell'aprile del 2021 è stato ufficializzato il suo debutto nella serie Heartstopper, lanciata su Netflix nel 2022. La serie è l'adattamento televisivo dell'omonimo romanzo a fumetti di Alice Oseman. Durante le riprese, Locke aveva ancora diciassette anni e fu selezionato tra circa 10 000 candidati. Ha interpretato il ruolo di Charlie Spring, il protagonista.
Nell'estate del 2022 ha esordito sui palchi londinesi recitando nel dramma The Trials, in scena alla Donmar Warehouse. Nel novembre dello stesso anno Locke entra a far parte del cast della serie televisiva Agatha All Along, spin-off di WandaVision, per Disney+. Nel 2024 esordisce a Broadway nel musical Sweeney Todd di Stephen Sondheim, interpretando Toby Ragg.

## Vita privata
Joe Locke è gay. Riflettendo sulle similarità con il suo personaggio in Heartstopper, Locke ha dichiarato di non aver mai subito un vero e proprio bullismo omofobico nella sua esperienza scolastica, ma di aver sempre temuto i pettegolezzi.

## Filmografia

### Televisione
- Heartstopper – serie TV (2022 - 2024)
- Agatha All Along, regia di Jac Schaeffer, Rachel Goldberg e Gandja Monteiro – miniserie TV (2024)

## Teatro
- The Trials di Dawn King, regia di Natalie Abrahami. Donmar Warehouse di Londra (2022)
- Sweeney Todd: The Demon Barber of Fleet Street, libretto di Hugh Wheeler, colonna sonora di Stephen Sondheim, regia di Thomas Kail. Lunt-Fontanne Theatre di Broadway (2024)

## Doppiatori italiani
Nelle versioni in italiano delle opere in cui ha recitato, Joe Locke è stato doppiato da:
- Sebastiano Tamburrini in Heartstopper
- Riccardo Suarez in Agatha All Along